# Павлонюк Василь Макарович
Павлонюк Василь Макарович (псевдо.: «Узбек»; нар. 1923, с. Верба, Дубенський район, Рівненська область — пом. 12 лютого 1945, між селами Оржівські хутори та Суськ Рівненщини) — український військовик, хорунжий УПА (від 6 грудня 1943).

## Життєпис
Василь Павлонюк народився у 1923 році в с. Верба (нині Дубенський район, Рівненська область). 
Командував охоронною боївкою (згодом — сотня) штабу УПА-Північ до літа 1943 року. 
Після чого навчався у старшинській школі УПА. 6 грудня 1943 року присвоєно звання хорунжий.
У 1944 році командував сотнею загону УПА «Котловина». 
Після смерті Сергія Качинського «Остапа» очолював Відділ особливого призначення (боївку охорони), Крайового Проводу ОУН на ПЗУЗ та командира УПА-Північ Дмитра Клячківського-«Охріма» (75 чол.). 
Загинув 12 лютого 1945 року в бою з переважаючими силами НКВС біля Оржівських хуторів Клеванського району на Рівненщині.